# Liste des sommets de Berlin
Cette page liste les plus hauts sommets du land de Berlin en Allemagne en ordre décroissant.
| Nom                                                                       | Altitude (m) | Arrondissement             | Quartier                  | Origine                                                               |
| ------------------------------------------------------------------------- | ------------ | -------------------------- | ------------------------- | --------------------------------------------------------------------- |
| Arkenberge                                                                | 122          | Pankow                     | Blankenfelde              | artificielle, Schuttberg                                              |
| Teufelsberg                                                               | 120,1        | Charlottenburg-Wilmersdorf | Grunewald                 | artificielle, Schuttberg 114,7 m. jusqu'au nouvelles mesures de 2013  |
| Großer Müggelberg                                                         | 114,7        | Treptow-Köpenick           | Köpenick                  | naturelle                                                             |
| Ahrensfelder Berge                                                        | 114,5        | Marzahn-Hellersdorf        | Marzahn                   | artificielle, Schuttberg                                              |
| Schäferberg                                                               | 103,2        | Steglitz-Zehlendorf        | Wannsee                   | naturelle                                                             |
| Kienberg (Hellersdorfer Berg)                                             | 102,2        | Marzahn-Hellersdorf        | Marzahn                   | artificielle                                                          |
| Drachenberg                                                               | 099          | Charlottenburg-Wilmersdorf | Grunewald                 | artificielle, Schuttberg                                              |
| Havelberg (Panzerberg)                                                    | 097,0        | Charlottenburg-Wilmersdorf | Grunewald                 | artificielle, Schuttberg                                              |
| Stolper Berge                                                             | 096,8        | Steglitz-Zehlendorf        | Wannsee                   | naturelle                                                             |
| Deponie Wannsee                                                           | 094,8        | Steglitz-Zehlendorf        | Wannsee                   | artificielle, Schuttberg (décharge de Wannsee)                        |
| Oderbruchkippe                                                            | 091          | Pankow                     | Prenzlauer Berg           | artificielle, Schuttberg                                              |
| Kleiner Müggelberg                                                        | 088          | Treptow-Köpenick           | Köpenick                  | naturelle                                                             |
| Neuer Hahneberg                                                           | 087,6        | Spandau                    | Staaken                   | artificielle, Schuttberg                                              |
| Dörferblick                                                               | 085,6        | Neukölln                   | Rudow                     | artificielle, Schuttberg                                              |
| Humboldthöhe                                                              | 085          | Mitte                      | Gesundbrunnen             | artificielle, Schuttberg                                              |
| Lübarser Höhe                                                             | 085          | Reinickendorf              | Lübars                    | artificielle, Schuttberg                                              |
| Stener Berg                                                               | 083,2        | Pankow                     | Buch                      | naturelle                                                             |
| Biesdorfer Höhe                                                           | 082,0        | Marzahn-Hellersdorf        | Biesdorf                  | artificielle, Schuttberg                                              |
| Finkenberg                                                                | 081,0        | Steglitz-Zehlendorf        | Wannsee                   | naturelle                                                             |
| Karlsberg (Willi)                                                         | 078,5        | Charlottenburg-Wilmersdorf | Grunewald                 | naturelle                                                             |
| Großer Bunkerberg Mont Klamott (Ost)                                      | 078,2        | Friedrichshain-Kreuzberg   | Friedrichshain            | artificielle, Schuttberg                                              |
| Insulaner Mont Klamott (West)                                             | 078          | Tempelhof-Schöneberg       | Schöneberg                | artificielle, Schuttberg                                              |
| Freizeitpark Marienfelde                                                  | 076,7        | Tempelhof-Schöneberg       | Marienfelde               | artificielle, Schuttberg                                              |
| Hirschberg                                                                | 075          | Steglitz-Zehlendorf        | Wannsee                   | artificielle, Schuttberg (appartient à la décharge de Wannsee)        |
| Helleberge                                                                | 074,6        | Spandau                    | Gatow                     | naturelle                                                             |
| Marienhöhe                                                                | 073          | Tempelhof-Schöneberg       | Tempelhof                 | artificielle, Schuttberg (auparavant colline naturelle de 62 m)       |
| Rudower Höhe                                                              | 070,0        | Neukölln                   | Rudow                     | artificielle, Schuttberg                                              |
| Ehrenpfortenberg                                                          | 069,0        | Reinickendorf              | Reinickendorf             | naturelle                                                             |
| Püttberge                                                                 | 068,2        | Treptow-Köpenick           | Rahnsdorf                 | naturelle                                                             |
| Fichtenberg                                                               | 068          | Steglitz-Zehlendorf        | Steglitz                  | naturelle                                                             |
| Gustav-Meyer-Höhe (Kleiner Bunkerberg)                                    | 068          | Mitte                      | Gesundbrunnen             | artificielle, Schuttberg                                              |
| Rixdorfer Höhe                                                            | 067,9        | Neukölln                   | Neukölln                  | artificielle, Schuttberg                                              |
| Hahneberg                                                                 | 067          | Spandau                    | Staaken                   | naturelle                                                             |
| Trümmerberg Friedrichsfelde                                               | 067,         | Lichtenberg                | Friedrichsfelde           | artificielle, Schuttberg                                              |
| Böttcherberg                                                              | 066,4        | Steglitz-Zehlendorf        | Wannsee                   | naturelle                                                             |
| Kreuzberg (Viktoriapark)                                                  | 066,1        | Friedrichshain-Kreuzberg   | Kreuzberg                 | naturelle, ancien vignoble                                            |
| Apolloberg                                                                | 065,2        | Reinickendorf              | Reinickendorf             | naturelle                                                             |
| Arkenberge                                                                | 064,8        | Pankow                     | Blankenfelde              | naturelle en partie artificielle                                      |
| Schlehenberg (Trümmerberg Marienfelde)                                    | 064          | Tempelhof-Schöneberg       | Marienfelde               | artificielle, Schuttberg                                              |
| Seddinberg                                                                | 063          | Treptow-Köpenick           | Müggelheim                | naturelle                                                             |
| Teichberg (bis 1871 Deichberg)                                            | 062,8        | Pankow                     | Karow                     | naturelle                                                             |
| Tertre du château d'eau de Prenzlauer Berg (sur l'ancien Windmühlenberg), | 062,3        | Pankow                     | Prenzlauer Berg           | partiellement artificiel                                              |
| Murellenberge                                                             | 062          | Charlottenburg-Wilmersdorf | Westend                   | naturelle                                                             |
| Trümmerberg Lichterfelde                                                  | 062          | Steglitz-Zehlendorf        | Lichterfelde              | artificielle, Schuttberg                                              |
| Dachsberg                                                                 | 061,3        | Charlottenburg-Wilmersdorf | Grunewald                 | naturelle                                                             |
| Herzberg                                                                  | 060,         | Lichtenberg                | Lichtenberg               | naturelle                                                             |
| Fuchsberge                                                                | 060          | Spandau                    | Kladow                    | naturelle                                                             |
| Falkenberg (Buntzelberg)                                                  | 059,6        | Treptow-Köpenick           | Bohnsdorf                 | naturelle, partiellement déblayée                                     |
| Fliegeberg                                                                | 059,4        | Steglitz-Zehlendorf        | Lichterfelde              | artificielle, à l'initiative d'Otto Lilienthal pour des essais aérien |
| Rollberg                                                                  | 058,6        | Pankow                     | Rosenthal                 | naturelle                                                             |
| Kleiner Bunkerberg                                                        | 057          | Friedrichshain-Kreuzberg   | Friedrichshain            | artificielle, Schuttberg                                              |
| Dählingsberg                                                              | 056,6        | Pankow                     | Buch                      | naturelle                                                             |
| Mörderberg (également nommée Marderberg)                                  | 056,6        | Pankow                     | Stadtrandsiedlung Malchow | naturelle                                                             |
| Rauhe Berge                                                               | 056,2        | Steglitz-Zehlendorf        | Steglitz                  | naturelle                                                             |
| Tertre (piste de luge) du Volkspark Schönholzer Heide                     | 055,9        | Pankow                     | Niederschönhausen         | artificielle (en 1927, avec des décombres issus du métro              |
| Trümmerberg (piste de luge) du Fritz-Schloß-Park                          | 053,1        | Mitte                      | Tiergarten                | artificielle, Schuttberg                                              |
| Windmühlenberg                                                            | 052          | Spandau                    | Gatow                     | naturelle                                                             |
| Tertre(piste de luge) au Volkspark Rehberge                               | 051,9        | Mitte                      | Wedding                   | artificielle                                                          |